# Елизабет Рона
Елизабет Рона (Будимпешта, 20. март 1890 — Оук Риџ , 27. јул 1981) је била мађарска нуклеарна хемичарка, позната по свом раду са радиоактивним изотопима. Након што је развила побољшану методу припреме узорака полонијума, међународно је призната као водећи стручњак за сепарацију изотопа и припрему полонијума. Између 1914. и 1918. године, током постдокторских студија код Ђерђа де Хевеша, развила је теорију да брзина дифузије зависи од масе нуклида. Пошто је било идентификовано само неколико атомских елемената, њена потврда постојања „уранијума-Y“ (сада познатог као торијум-231) била је велики допринос нуклеарној хемији. Аустријска академија наука јој је 1933. године доделила Хајтингерову награду.
Након што је 1941. емигрирала у Сједињене Државе, добила је Карнегијеву стипендију за наставак истраживања и пружила је техничке информације о својим методама екстракције полонијума Пројекту Менхетн. Касније у својој каријери, постала је професор нуклеарне хемије на Оук Риџ институту за нуклеарне студије и после 15 година прешла на Институт за морске науке на Универзитету у Мајамију. И у Оак Риџу и у Мајамију, наставила је свој рад на геохронологији елемената морског дна и радиометријском датирању. Постхумно је примљена у Женску кућу славних Тенесија 2015.

## Младост и образовање
Елизабет Рона је рођена 20. марта 1890. у Будимпешти, у Мађарској, у породици Иде (рођене Малер) и Семјуела Роне. Њен отац је био просперитетни јеврејски лекар који је радио са Луисом Викамом и Хенри-Аугустом Доминицијем, оснивачима терапије радијумом, на увођењу технике у Будимпешту, и тамо је инсталирао једну од првих рендгенских машина. Елизабета је желела да постане лекар попут свог оца, али Семјуел је веровао да би то било претешко за жену. Ронин отац ју је охрабривао и подстицао њено интересовање за науку од малих ногу, а умро када је она била на другој години универзитета. Уписала је Филозофски факултет Универзитета у Будимпешти, где је студирала хемију, геохемију и физику, а докторирала је 1912. године.

## Рана каријера
Рона је своју постдокторску обуку започела 1912. на Институту за физиологију животиња у Берлину и Институту Кајзер Вилхелм, проучавајући квасац као реагенс. Године 1913. прелази на Универзитет у Карлсруеу, радећи под руководством Казимира Фајанса, откривача изотопа, наредних осам месеци. Током лета 1914. студирала је на Универзитетском колеџу у Лондону, али се вратила у Будимпешту по избијању Првог светског рата. Заузимајући позицију на Хемијском институту у Будимпешти, завршила је научни рад о „дифузионој константи радона у води“. Док је радила са Ђерђом де Хевешем, од ње је затражено да верификује нови елемент — у то време се звао Уранијум-Y, сада познат као торијум-231. Иако други нису успели да потврде елемент, Рона је успела да одвоји уранијум-Y од ометајућих елемената, доказујући да је то бета емитер (β-распад) са полуживотом од 25 сати. Мађарска академија наука објавила је њена открића. Рона је прва сковала термине „ознаке изотопа“ и „маркери“ током ове студије, напомињући да брзина дифузије зависи од масе нуклида. Иако садржано у фусноти, ово је била основа за развој масене спектрографије и студија тешке воде које су касније извели други научници. Поред свог научног знања, Рона је говорила енглески, француски, немачки и мађарски.
Када је Хевеш напустио Будимпешту, 1918. Франц Тангл, познати биохемичар и физиолог са Универзитета у Будимпешти, понудио је Рони место професора. Предавала је хемију одабраним студентима за које је Тангл сматрао да немају довољно знања да заврше курс, поставши прва жена која је предавала хемију на универзитетском нивоу у Мађарској.
Стан у коме су Рона и њена мајка живеле заплењен је када су комунисти напали Мађарску 1919. године. Због политичке нестабилности и прогона комунистичких симпатизера током "Белог терора", све већи обим посла у Институту падао је на Рону. Када је 1921. године Ото Хан понудио да се врати у Далем и Институт Кајзер Вилхелм, Рона је дала оставку. Придружила се Хановом особљу у Берлину да одвоји јонијум (сада познат као торијум-230) од уранијума. Хиперинфлација у Вајмарској републици приморала ју је да пређе на Институт за текстилна влакна Кајзера Вилхелма, пошто су практична истраживања била једини посао који је у то време био дозвољен. Теоријска истраживања без суштинске примене нису била приоритет. Обука јој је омогућила да се врати у стабилнију Мађарску и прихвати позицију у тамошњој текстилној фабрици 1923. године. Није марила за тај посао и убрзо је отишла, придруживши се особљу Института за истраживање радијума у Бечу 1924. године на захтев Стефана Мејера. Њено истраживање тамо се фокусирало на мерење апсорпције и опсега водоничних зрака, као и на развој полонијума као алтернативног радиоактивног материјала радијуму.

## Аустрија
Још 1926. године, Мејер је писао Ирени Жолио-Кири сугеришући да Рона ради са њом како би научила како његова лабораторија може да направи сопствене узорке полонијума. Када је Ханс Петерсон успео да обезбеди средства за плаћање Рониних трошкова, Жолио-Кири јој је дозволила да дође и проучава сепарацију полонијума на Институту Кири у Паризу. Рона је развила побољшану методу припреме извора полонијума и производње алфа емисија (α-распад). Добивши признање као стручњак у тој области, она је те вештине вратила у Институт за радијум заједно са малим диском полонијума. Овај диск јој је омогућио да направи лабораторијске узорке полонијума, који су коришћени у великом делу каснијих истраживања Института.
Њене вештине су биле веома тражене и она је остварила многе сарадње у Бечу, радећи са Евалдом Шмитом на модификацији методе испаравања полонијума Пола Бонета-Морија; са Маријетом Блау о фотографским емулзијама водоничних зрака; и са Хансом Петерсоном. Петерсон ју је 1928. замолио да анализира узорак седимента морског дна како би одредио садржај радијума. Пошто је лабораторија у којој је радила била контаминирана, однела је узорке у океанографску лабораторију у Станици за истраживање мора Борне на острву Стора Борне у Гулмарсфјорду у Шведској, која ће постати њена летња истраживачка дестинација у наредних 12 година. Њене анализе са Бертом Карлик о временима полураспада уранијума, торијума и актинијума идентификовале су радиометријско датирање и опсеге елементарних алфа честица. Године 1933. Рона и Карлик су освојиле Хајтингерову награду Аустријске академије наука.
Године 1934, Рона се вратила у Париз и радила са Иреном Жолио-Кири, која је открила вештачку радиоактивност. Убрзо након тога, Кири је умрла и Рона се разболела, али је успела да се врати у Беч крајем следеће године како би поделила оно што је научила са групом истраживача коју су чинили Петерсон, Елизабет Кара-Михајлова и Ернст Фејн, који је у то време био помоћник Елен Гледич. Њихова испитивања су се усредсредила на истраживање ефекта изазваног бомбардовањем радионуклида неутронима. Године 1935. Рона је консолидовала неке од ових веза, радећи на Стора Борне, затим је посетила Гледичову у Ослу, и касније отпутовала у Копенхаген да види Хевеша, и у Колхувудет у Шведској да се састане са Карликовом и Петерсоном. Један од пројеката на којима је група радила неколико година био је да се утврди да ли постоји било каква корелација између дубине воде и садржаја радијума, а њихово истраживање морске воде процењивало је концентрацију елемената у морској води прикупљеној са различитих локација.
Након аншлуса 1938. године, Рона и Маријета Блау су напустиле Институт за радијум због свог јеврејског наслеђа и антисемитског прогона који су доживели у лабораторији. Рона се прво вратила у Будимпешту и радила у индустријској лабораторији, али је у року од неколико месеци та позиција укинута. Радила је од октобра до децембра 1938. у Шведској, а затим је прихватила привремену позицију на годину дана на Универзитету у Ослу, коју је понудила Гледичева. Нерадо напуштајући свој дом, на крају године у Ослу, Рона се вратила у Мађарску. Постављена је на место у болници за рак у Будимпешти, где је припремала радијум у медицинске сврхе.

## Емиграција
Суочена са нападима Руса на једној страни и нацистичком умешаношћу у Мађарску током Другог светског рата са друге, почетком 1941. Рона је добила визу за посетиоце и побегла у Сједињене Државе. Три месеца је била незапослена и осумњичена да је шпијун, иако је тражила помоћ од научника са којима је радила у Европи како би пронашла посао. На састанку Америчког физичког друштва упознала је аустријског физичара Карла Херцфелда, који јој је помогао да обезбеди место предавача на Тринити колеџу у Вашингтону. Током овог периода, добила је Карнегијеву стипендију за истраживање у Геофизичкој лабораторији Карнегијевог института, радећи на анализи морске воде и седимената. Између 1941. и 1942. радила је у Карнегију у сарадњи са Океанографском институцијом Woods Hole, мерећи количину радијума у морској и речној води. Њена студија, завршена 1942. године, показала је да је однос радијума и уранијума мањи у морској, а већи у речној води.
Након повратка из летње посете Лос Алтосу у Калифорнији, Рона је добила нејасан телеграм из Института за оптику Универзитета у Рочестеру у којем се помиње ратни рад и полонијум, али без детаља о задатку. Када је Рона одговорила да би била заинтересована да помогне у ратним напорима, али да има проблема са имиграцијом, Брајан О'Брајен се појавио у њеној канцеларији и објаснио природу поверљивог посла за пројекат Менхетн. Предложили су јој да купе њену методу екстракције полонијума и дали су конкретна упутства за врсту асистената које би могла да користи – некога ко није упознат са хемијом или физиком. Њен статус недржављанства није је спречавао да ради за Канцеларију за научна истраживања и развој, којој је дала своје методе без накнаде. Пре пројекта Менхетн, полонијум је коришћен само у малим узорцима, али пројекат је предложио да се користе и полонијум и берилијум за стварање реакције која приморава неутроне да буду избачени и покрену реакцију фисије која је потребна за атомску бомбу. Постројења за плутонијум, на основу њених спецификација за оно што је било потребно за обраду елемента, изграђена су у пустињи Новог Мексика у Националној лабораторији Лос Аламос, али Рони нису дали детаље.
Ронине методе су такође коришћене у оквиру експеримената које је спровела Канцеларија за експерименте са зрачењем људи да би се утврдили ефекти излагања људи зрачењу. На почетку своје каријере била је изложена опасностима радијума. Ронини захтеви за заштитне гас маске су одбијени, пошто је Стефан Мејер умањио ризике излагања. Заштитну опрему је купила сопственим новцем, не верујући да нема опасности. Када су бочице са радиоактивним материјалом експлодирале и лабораторија постала контаминирана, Рона је била уверена да ју је спасила њена маска. Гледич ју је такође упозорила на опасности у години када је Рона била болесна и живела у Паризу, када је Жолиот-Кири умрла, наглашавајући ризик од анемије изазване радијумом. У својој књизи из 1978. о својим искуствима, Рона је писала о оштећењима костију, руку и плућа научника који проучавају радиоактивност. Пошто нису носили рукавице и често су без заштите сипали супстанце у бочице, приметила је да су им палци, кажипрсти и домали прсти често оштећени. Тајност која окружује пројекат отежава сазнање да ли је било који од научника који нису директно радили ни на једном пројекту знао за шта се користе њихови доприноси.

## Каснија каријера
Рона је наставила да предаје до 1946. у Тринитију. Године 1947. почела је да ради у Националној лабораторији Argonne. Њен рад тамо се фокусирао на реакције јонске размене и објавила је неколико радова за Комисију за атомску енергију Сједињених Држава. Године 1948. постала је натурализована држављанка САД. 1950. године започела је истраживачки рад на Оук Риџ институту за нуклеарне студије као хемичар и виши научник у нуклеарним испитивањима. Током овог периода, сарађивала је са Текас А&amp;М универзитетом на геохронологији седимената морског дна, датирајући узорке језгра проценом њиховог радиоактивног распада. Пензионисала се из Оак Риџа 1965. године, а затим је радила на Универзитету у Мајамију, предајући на Институту за морске науке где је радила деценију. Рона се по други пут пензионисала 1976. и вратила у Тенеси касних 1970-их, објавивши 1978. књигу о својим методама радиоактивног праћења.
Рона је умрла 27. јула 1981. у Оук Риџу у Тенесију.

## Наслеђе
Рона није добила пуно признање за своја достигнућа током своје ере. Постхумно је примљена у Женску кућу славних Тенесија 2015. Године 2019. коначно је добила читуљу у Њујорк Тајмсу, као део њихове серије „Читуље које су превиђене".

## Изабрана дела
- Róna, Erzsébet (1912). A bróm és az egyértékű aliphás alkoholok (Теза) (на језику: мађарски). Budapesti Tudományegyetem.[35]
- Róna, E. (1914). „Az urán átalakulásairól”. Mathematikai és Természettudományi Értesítő (на језику: мађарски). Budapest, Hungary. 35: 350.[35]
- Róna, E. (1914). „I. Über die Reduktion des Zimtaldehyds durch Hefe. II. Vergärung von Benzylbrenztraubensäure”. Biochemische Zeitschrift (на језику: немачки). 67: 137—142.[38]
- Róna, E. (1917). „A rádium-emanáczió diffúzióállandója és atomátmérője”. Magyar Chemiai Folyóirat (на језику: мађарски). Budapest, Hungary. 23: 156.[35]
- Róna, Elisabeth (11. 2. 1922). „Über den Ionium-Gehalt in Radium-Rückständen”. Berichte der Deutschen Chemischen Gesellschaft (A and B Series) (на језику: немачки). 55 (2): 294—301. doi:10.1002/cber.19220550203.
- Róna, Elisabeth (1926). Absorptions- und Reichweitenbestimmungen an "natürlichen" H-Strahlen (на језику: немачки). Vienna, Austria: Hölder-Pichler-Tempsky A.G. OCLC 72698422.
- Róna, Elisabeth; Schmidt, Ewald A W (1927). Untersuchungen über das Eindringen des Poloniums in Metalle (на језику: немачки). Vienna, Austria: Hölder-Pichler-Tempsky A.G. OCLC 72698433.
- Róna, Elisabeth; Schmidt, Ewald A. W. (1928). „Eine Methode zur Herstellung von hochkonzentrierten Poloniumpräparaten”. Sitzungsberichte Akademie der Wissenschaften (на језику: немачки). Vienna, Austria: Math-naturwissenschaften. 2A (137): 103—115.[39]
- Róna, Elisabeth (1928). „Zur Herstellung von Polonium aus Radiumverbindungen und aktiven Bleisalzen (Mitteilungen des Institutes für Radiumforschung 217”. Sitzungsberichte Akademie der Wissenschaften (на језику: немачки). Vienna, Austria: Math-naturwissenschaften. 2A (137): 227—234.[19]
- Blau, Marietta; Róna, Elisabeth (1930). „Anwendung der Chamié'schen photographischen Methode zur Prüfung des chemischen Verhaltens von Polonium”. Sitzungsberichte Akademie der Wissenschaften (на језику: немачки). Vienna, Austria: Math-naturwissenschaften. 2A (139): 276—279.[39]
- Rona, Elizabeth; Rieder, Fritz (1932). Untersuchungen über Reichweiten von Alpha-Strahlen der Actinium-Folgeprodukte (на језику: немачки). Vienna, Austria: Hölder-Pichler-Tempsky. OCLC 457925762.
- Róna, Elisabeth; Hoffer, Margarete (1935). Verdampfungsversuche an Polonium in Sauerstoff und Stickstoff (на језику: немачки). Vienna, Austria: Hölder-Pichler-Tempsky A.G. OCLC 72698437.
- Róna, Elisabeth; Neuninger, Elisabeth (1936). Beiträge zur Frage der künstlichen Aktivität des Thoriums (на језику: немачки). Vienna, Austria: Hölder-Pichler-Tempsky A.G. OCLC 72698423.
- Róna, Elisabeth; Scheichenberger, Herta; Stangl, Robert (1938). Weitere Beiträge zur Frage der künstlichen Aktivität des Thoriums (на језику: немачки). Vienna, Austria: Hölder-Pichler-Tempsky A.G. OCLC 72698425.
- Rona, Elizabeth; Föyn, Ernst; Karlik, Berta; Pettersson, Hans (1939). The Radioactivity of seawater. Göteborg, Sweden: Elanders boktryck. OCLC 459915451.
- Rona, Elizabeth (1948).  Argonne National Laboratory, ур. Exchange reactions of uranium ions in solution. Oak Ridge, Tennessee: U.S. Atomic Energy Commission. OCLC 702211487.
- Rona, Elizabeth (1949).  Argonne National Laboratory, ур. Some aspects of isotopic exchange reactions. Oak Ridge, Tennessee: U.S. Atomic Energy Commission. OCLC 794877518.
- Rona, Elizabeth; Gilpatrick, L O; Jeffrey, Lela M (децембар 1956). „Uranium determination in sea water”. Eos, Transactions, American Geophysical Union. Washington, D.C.: American Geophysical Union. 37 (6): 697—701. Bibcode:1956TrAGU..37..697R. ISSN 0002-8606. doi:10.1029/tr037i006p00697.
- Rona, Elizabeth (октобар 1957). „A method to determine the isotopic ratio of Thorium-232 to Thorium-230 in minerals”. Eos, Transactions, American Geophysical Union. Washington, D.C.: American Geophysical Union. 38 (5): 754—759. Bibcode:1957TrAGU..38..754R. ISSN 0002-8606. doi:10.1029/tr038i005p00754.
- Rona, Elizabeth; Hood, Donald W; Muse, Lowell; Buglio, Benjamin (април 1962). „Activation Analysis of Manganese and Zinc in Sea Water”. Limnology and Oceanography. Washington, D.C.: Association for the Sciences of Limnology and Oceanography, Inc. 7 (2): 201—206. Bibcode:1962LimOc...7..201R. ISSN 1939-5590. doi:10.4319/lo.1962.7.2.0201 .
- Rona, Elizabeth; Akers, L K; Noakes, John E; Supernaw, Irwin (1963). „Geochronology in the Gulf of Mexico. Part I”. Progress in Oceanography. Philadelphia, Pennsylvania: Elsevier. 3: 289—295. Bibcode:1963PrOce...3..289R. ISSN 0079-6611. doi:10.1016/0079-6611(65)90024-8.
- Rona, Elizabeth (26. 6. 1964). „Geochronology of Marine and Fluvial Sediments”. Science. Washington, D.C.: American Association for the Advancement of Science. 144 (3626): 1595—1597. Bibcode:1964Sci...144.1595R. ISSN 0036-8075. PMID 17741249. doi:10.1126/science.144.3626.1595.
- Rona, Elizabeth (јул 1967). Natural radioactive elements in marine environment (Извештај). Miami, Florida: Atomic Energy Commission.
- Rona, Elizabeth (1978). How it came about: radioactivity, nuclear physics, atomic energy. Oak Ridge, Tennessee: Oak Ridge Associated Universities. ISBN 978-0-930-78003-6.